# Nicolas Prodhomme
Nicolas Prodhomme (født 1. februar 1997 i L'Aigle) er en cykelrytter fra Frankrig, der er på kontrakt hos Decathlon-AG2R La Mondiale.